# Геліоскоп

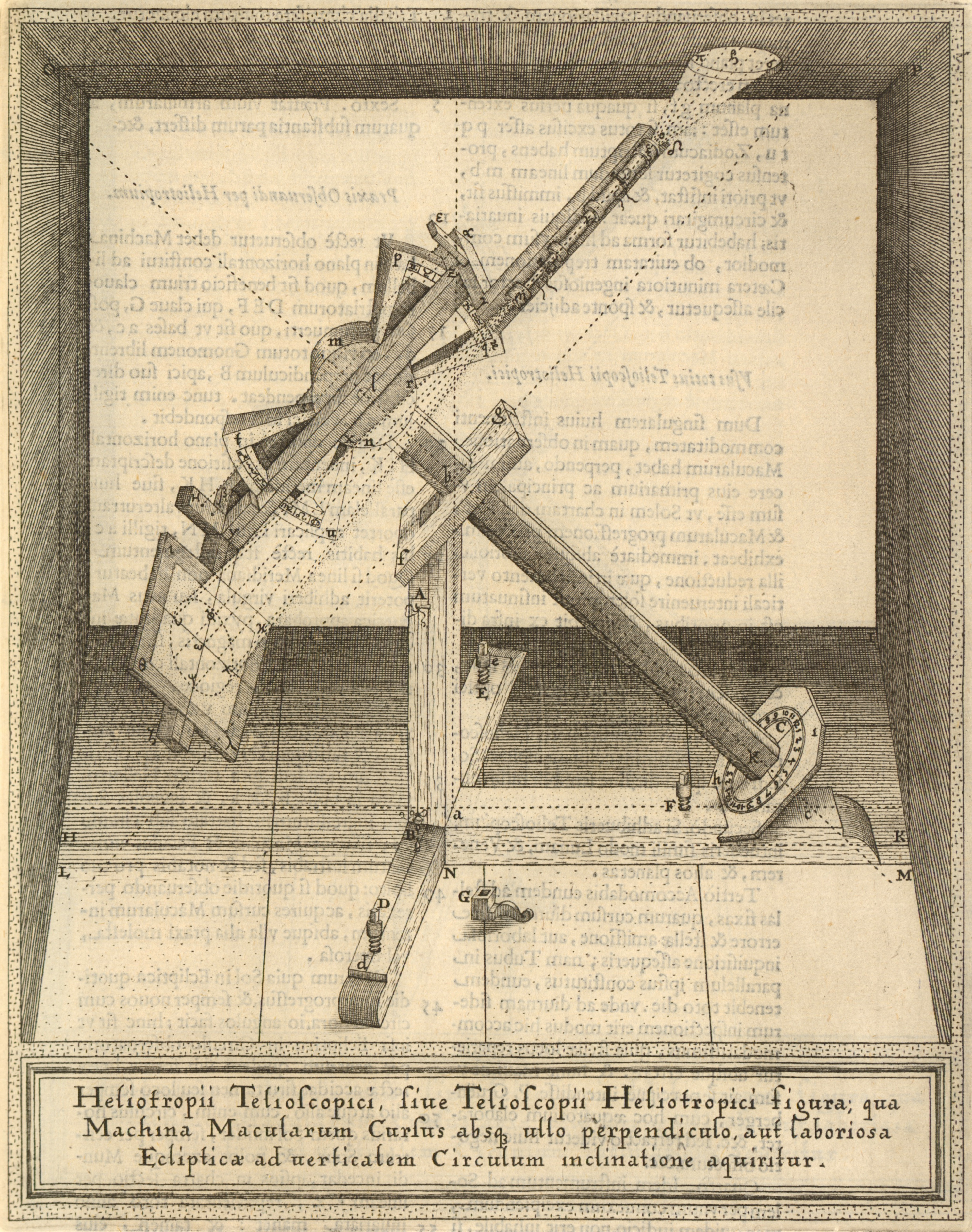
Геліоскоп Крістофа Шайнера

Геліоскоп (від дав.-гр. ἥλιος — сонце, σκοπέω — дивлюся) — телескоп для спостережень за Сонцем.
Перший спеціалізований геліоскоп сконструював у 1611 Крістоф Шайнер для спостережень сонячних плям. Шайнер реалізував розроблену Кеплером схему телескопа, замінивши звичайне скло на кольорове. Використовувалися також геліоскопи із закопченим склом, а пізніше — посріблене скло, темні світлофільтри та спеціальні геліоскопічні окуляри, які застосовували явище поляризації для ослаблення сили світла. Геліоскопи могли використовувати для прямого спостереження за Сонцем або проєктування зображення Сонця на екран за окуляром (такою схемою вперше скористався Галілео Галілей). З розвитком фотографічних і зовсім не пов'язаних із видимим світлом (радіо, рентгенівські, нейтринні) методів дослідження астрономічних об'єктів геліоскопи втратили своє значення.